# 私は幸せ
『私は幸せ』（わたしはしあわせ）は、2017年9月20日にビクターエンタテインメントから発売された柴田淳の11枚目のスタジオ・アルバム。
規格品番:VIZL-1208（初回限定盤）VICL-64819（通常盤）。

## 概要
スタジオ・アルバムとしては前作『バビルサの牙』から2年9か月ぶりとなり、これはスタジオ・アルバムの発表インターバルとしては過去最大の期間が空いてのリリースとなった。オリコンチャートは最高位7位を記録。初回限定盤はフォトブック付。

## 収録曲
| 全作詞・作曲: 柴田淳。 |                                            |           |            |          |      |
| #                      | タイトル                                   | 作詞      | 作曲・編曲 | 編曲     | 時間 |
| 1.                     | 「理由」                                   | 柴田淳    | 柴田淳     | 松浦晃久 | 6:21 |
| 2.                     | 「両片想い」                               | 柴田淳    | 柴田淳     | 坂本昌之 | 6:39 |
| 3.                     | 「轍」                                     | 柴田淳    | 柴田淳     | 松浦晃久 | 5:54 |
| 4.                     | 「手のひらサイズ」                         | 柴田淳    | 柴田淳     | 坂本昌之 | 5:22 |
| 5.                     | 「嫌いな女」                               | 柴田淳    | 柴田淳     | 坂本昌之 | 4:28 |
| 6.                     | 「容疑者ギタリスト ～拝啓、王子様☆第四話」 | 柴田淳    | 柴田淳     | 坂本昌之 | 5:40 |
| 7.                     | 「誰にも言わない」                         | 柴田淳    | 柴田淳     | 坂本昌之 | 5:35 |
| 8.                     | 「いくじなし」                             | 柴田淳    | 柴田淳     | 坂本昌之 | 5:59 |
| 9.                     | 「バースデー」                             | 柴田淳    | 柴田淳     | 坂本昌之 | 6:09 |
| 10.                    | 「Present（Instrumental）」                | 柴田淳    | 柴田淳     |          | 1:39 |
| 合計時間:              | 合計時間:                                  | 合計時間: | 53:46      |          |      |